# ستيفن تي بيري
ستيفن تي بيري (بالإنجليزية: Steven T. Berry)‏ هو اقتصادي أمريكي، ولد في 1959.